# シェーン・フィラン

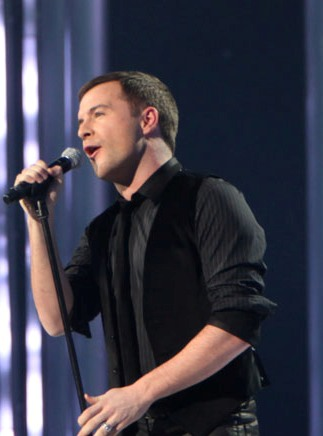
Shane Filan（2009年）

シェーン・ファイラン（Shane Steven Filan、1979年7月5日 - ）は、アイルランド人歌手。人気男性グループ、ウエストライフの一員。7人兄弟の一番末っ子。日本語では「シェーン・フィラン」と表記されることが多いが、発音的には「シェーン・ファイラン」である。

## 来歴
ウエストライフが結成される前は、IOUというグループのメンバーであった。後にウエストライフのメンバーとなるキーアン・イーガン、マーク・フィリーもIOUに所属していた（また、この3人は同じ大学に通っていた）。また、キーアンの従姉妹と結婚しており、2005年7月23日に子供が産まれた。
アイルランドのスライゴで育ち、幼いころは両親が経営している "Carlton Cafe" というダイナーでウェイターをしていた。2003年に閉店するが、彼はこの店を買い、服屋にした。その服屋は、彼の妻とその姉妹が経営している。
マイケル・ジャクソンの大ファンで、ムーンウォークの練習をしていた。また、Westlifeのライブでもマイケル・ジャクソンのメドレーを歌うほどである。
ゴルフと乗馬が趣味で、彼とその家族は70頭の馬を所有している。また、競馬にも参戦している。妻にも馬をプレゼントしている。
ウエストライフでは、マーク・フィリーと共にメイン・ヴォーカルを務めることが多い。作詞もでき、ウエストライフの曲に提供している。
- "Fragile Heart" （Coast To Coastに収録）
- "Bop Bop Baby" （UKチャート5位をマーク）
- "I Wanna Grow Old With You" （World Of Our Ownに収録）
- "Don't Say It's Too Late" （World Of Ouw Ownに収録）
- "Love Crime" （World Of Our Ownに収録）
- "How Does It Feel" （ベスト盤に収録）
- "Crying Girl"
- "Reason For Living"
- "Miss You When I'm Dreaming"

また、元ウエストライフのメンバー、ブライアン・マックファーデンと共に歌詞をほかのミュージシャンに提供したことがある。
- "Listen Girl" （ジョン・オストベルグ）
- "Let Me Be The One" （サイモン・キャシー）
- "Sei Parte Ormai Di Me" （イル・ディーヴォ）

Westlife を解散させたのち、2012年に自己破産し、長年夫婦の夢でもあった自宅を売り払っている。なお、彼の Westlife 解散後にして初となるソロデビューアルバム『You and Me』に収録されている楽曲には、その経験をもとに書かれたものが多数収録されているとインタビューなどで語っている。
なおデビューシングルとなる「Everything to Me」については、「自己破産して、人生でいちばん落ち込んだ時期だった。そんな時妻が「それでもまだ私がいるし、子供もいる」といってくれた。そんなことからこの歌はできたんだ」と語っているように、どの曲も非常にパーソナルな部分を盛り込んだアルバムになっている。元ウエストライフ Nicky は「Shane こそがウエストライフのサウンドを作っていた。ラジオから流れてくれば、みんな彼だとすぐに気づく。逆にソロで新しい音を作るのは難しいことだと思う。でも個人的にはそんなことはどうでもいいけどね」と語っている。

## ソロ活動
2011年10月20日、Westlife は2012年の Farewell Tour を最後に、別々の道を歩む事を発表した。 シェーンは、ソロ・ミュージック・アーティストになることに強い関心を示し、最終的には、ユニバーサル・ミュージック・エンターテインメント・グループの一員であるロンドン・レコードと契約を結んだ。
2014年 You And Me
2015年 Right Here
2017年 Love Always

## 賞
- 2000年 21世紀の声 (Voice of the 21st Century)
- 2000年 スマッシュ・ヒット 最も魅力的な男性 (Smash Hits Most Fanciable Male)
- 2000年 TVヒット 最もルックスの良いポップ・スター (TV Hits Most Good Looking Pop Star)
- 2001年 ザ・サンが選ぶ最もセクシーな男性 (The Sun Most Sexiest Male)

## トリビア
- マンチェスター・ユナイテッドFCの大ファンである。
- 過去にラグビーを観戦するために急ぎ、スピード違反を犯し警察に捕まったが、その警察官もラグビーのファンでその場を逃れたことがある。
- 2012年に自己破産した。